# Conferència de l'ONU sobre el Canvi Climàtic 2023
La Conferència de les Nacions Unides sobre el Canvi Climàtic de 2023, també coneguda com a COP28, ès la XXVIII conferència de les parts de la Convenció Marc sobre el Canvi Climàtic de les Nacions Unides que va tenir lloc a Expo City, a Dubai, sota la presidència dels Emirats Àrabs Units, des del 30 de novembre fins al 12 de desembre de 2023.
Addicionalment a la 28a conferència de les parts de la CMNUCC (COP28), també va incloure la 18a conferència de les parts del Protocol de Kyoto (CMP18) i la 5a Conferència de les parts de l'Acord de París (CMA5).

## Context
En virtut de la pràctica habitual de rotació entre els grups regionals de les Nacions Unides, la responsabilitat de organitzar la Conferència del 2023 recau sobre Àsia (l'anterior vegada va ser el 2012 a Doha). Abdullah bin Zayed Al Nahyan, ministre d'Afers Exteriors i Cooperació dels Emirats Àrabs Units, va comunicar durant la COP26 2021 a Glasgow que els Emirats Àrabs Units serien els amfitrions de la COP28.

## Després de la COP27

### Compromisos no mantinguts
El 14 de setembre de 2023 es va publicar l'informe "United in Science 2023", creat per l'Organització Meteorològica Mundial amb contribucions de 18 agències de les Nacions Unides i organitzacions internacionals. Segons aquest informe, només el 15% dels Objectius de Desenvolupament Sostenible estan en bon camí per assolir-se l'any 2030. Per aconseguir els objectius de l'Acord de París de limitar l'escalfament molt per sota dels 2 °C i preferiblement d'1,5 °C, les emissions globals de gasos amb efecte d'hivernacle han de reduir-se en un 30% i un 45% respectivament per a l'any 2030, i les emissions de diòxid de carboni (CO₂) ha d'apropar-se a zero el 2050. Els avenços sense precedents en meteorologia, ciències i serveis del clima i de l'aigua continuen infrautilitzats per donar suport al desenvolupament sostenible, però cal millorar, accelerar i augmentar aquests avanços per aconseguir els Objectius de Desenvolupament Sostenible.
Segons un informe de la Convenció Marc de les Nacions Unides sobre el Canvi Climàtic presentat el 14 de novembre de 2023, que va examinar les contribucions determinades a nivell nacional de 195 països membres, amb les tendències actuals en les emissions globals de gasos d'efecte hivernacle s'espera que aquestes augmentin un 9% el 2030, en comparació amb els nivells del 2010. Això és en contras amb l'objectiu de reduir-les en un 45% cap a finals de la dècada.
Segons un informe de l'Organització per a la Cooperació i el Desenvolupament Econòmic publicat el 16 de novembre de 2023, sobre el compromís de destinar 100.000 milions de dòlars a partir del 2020 als països en desenvolupament, es va certificar que el 2021 s'havien pagat 89.600 milions, i que es preveia que el compromís es compleixi l'any 2022.
El 20 de novembre de 2023, el Programa de les Nacions Unides per al Medi Ambient va publicar el "Emissions Gap Report 2023: Broken Record - Temperatures hit new highs, yet world fails to reduce emissions (again)". Segons aquest, les emissions globals de gasos d'efecte hivernacle van augmentar un 1,2% del 2021 al 2022, assolint un nou rècord de 57,4 gigatones d'equivalent de diòxid de carboni (GtCO₂e). A més, es destaca que els compromisos de canvi climàtic per al 2030 situen el planeta en la trajectòria de limitar l'augment de la temperatura global entre 2,5 i 2,9 °C en comparació amb el nivells preindustrials.

## Presidència

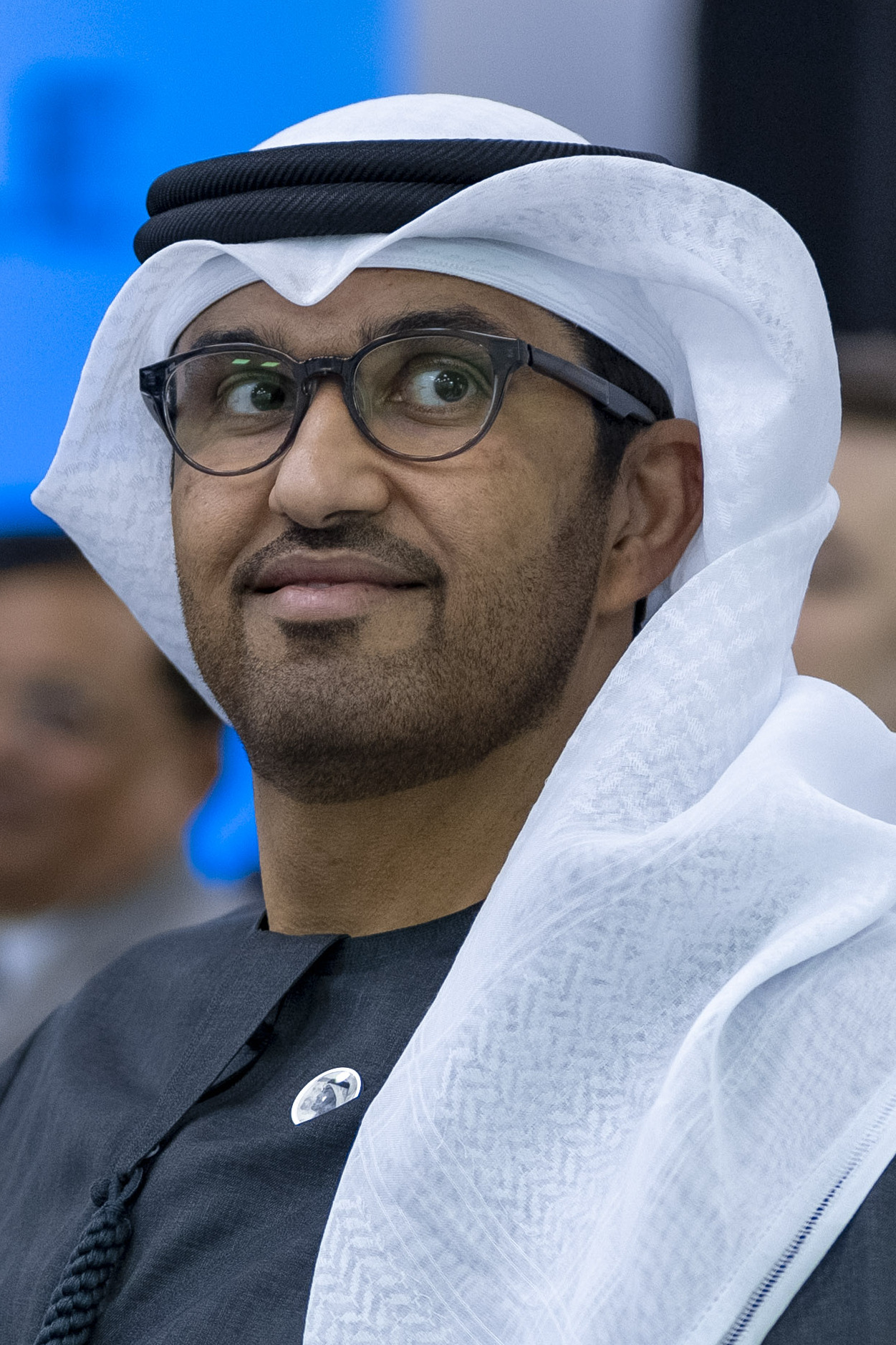
Sultan Ahmed al-Jaber (2023)

La presidència de la COP28 va recaure en Sultan Ahmed al-Jaber, conseller delegat de la principal companyia petroliera dels Emirats, l'Abu Dhabi National Oil Company (ADNOC). Al-Jaber també és fundador i president de Masdar, una empresa estatal d'energies renovables, a més de ser ministre d'Indústria i Tecnologia Avançada i antic enviant especial emiratí pel clima. Paral·lelament, es van anunciar altres dos càrrecs rellevants per a la gestió de la COP28, amb l'objectiu d'escoltar i implicar actors estatals i no estatals, incloent-hi organitzacions no governamentals, emprenedors, joves, dones i poblacions indígenes: Shamma Al Mazrui, ministra emiratí de joventut, nomenada jove campió del clima (Young Climate Champion); i Razan Al Mubarak, presidenta de la Unió Internacional per a la Conservació de la Natura, desiganda coma campió d'alt nivell de les Nacions Unides en matèria de canvi climàtic.
A nivell diplomàtic, el nomenament d'Al Jaber va ser ben rebut, amb elogis pel seu paper a favor de les energies renovables. Aquest reconeixement va provenir tant de John Kerry, enviat especial del president dels Estats Units per al clima, fins a Frans Timmermans, comissari europeu per al clima i el Pacte Verd Europeu.
En canvi, el món dels ecologistes va ser molt crític. Tracy Carty, de Greenpeace International, va expresar la profunda preocupació de Greenpeace pel nomenament d'un conseller delegat d'una companyia petroliera per liderar les negociacions globals sobre el clima. Afirma que això estableix un precedent perillós, posant en risc la credibilitat dels Emirats Àrabs Units i la confiança dipositada per les Nacions Unides en nom de les generacions actuals i futures. Carty va destacar la importància que la COP28 finalitzi amb un compromís intransigent envers l'eliminació justa de tots els combustibles fòssils, incloent-hi carbó, petroli i gas. Segons ella, no hi ha lloc per a la indústria dels combustibles fòssils en les negociacions globals sobre el clima. Tasneem Essop, directora executiva de la Xarxa d'Acció Climàtica, va destacar la necessitat imperativa que el món tingui la certesa que Al Jaber deixarà el seu càrrec de CEO d'ADNOC. Afirma que no pot liderar un procés per abordar la crisi climàtica amb aquest conflicte d'interessos, mentre encapçala una indústria responsable de la pròpia crisi. Essop insisteix que si no renuncia com a conseller delegat, representaria una presa de possessió a gran escala de les converses sobre el clima de l'ONU per part d'una companyia petroliera nacional i els seus grups de pressió associats. Teresa Anderson, gerenta de justícia climàtica d'ActionAid destaca que cada vegada més els interessos dels combustibles fòssils prenen el control del procés i el modelen per adaptar-se a les seves necessitats. Argumenta que, per ser considerats intermediaris honestos del canvi, els organitzadors de la cimera han de fer tot el possible per evitar un conflicte d'interessos.
Segons el grup d'investigació independent Center for Climate Reporting, almenys una dotzena d'empleats d'ADNOC formaran part del grup d'experts que treballarà en l'organització de la COP28.
El diari britànic The Guardian i periodistes del Centre for Climate Reporting van informar que, en una entrevista realitzada per Mary Robinson, de Global Elders, al-Jaber va dir que no hi ha evidència científica que suggereixi que l'eliminació gradual delscombustibles fòssisl sigui necessària per limitar l'escalfament global a 1,5 °C. També va expressar que aquesta eliminació no permetria un desenvolupament sostenible "a menys que volem tornar el món a l'era de les coves". Aquestes declaracions han estat criticades pel secretari general de les Nacions Unides, António Guterres, que les va qualificar com a "absolutament preocupants i a la vora del negacionisme climàtic".

### Grups d'interès
El 27 de novembre de 2023, el Center for Climate Reporting i la BBC van filtrar documents confidencials que exposaven els plans dels Emirats Àrabs Units de utilitzar la COP28 com a plataforma per negociacions comercials amb 30 països. Aquests acords inclouen un tractat amb la Xina per "avaluar conjuntament les oportunitats internacionals del gas natural liquat" a Moçambic, Canadà i Austràlia. Sultan al-Jaber va rebutjar les acusacions qualificant-les com un intent de minar els esforùos de la presidència de la COP28, i va afirmar que els Emirats Àrabs Units no depenen de la presidència de la conferència per establir millors acords o relacions comercials.

### Treballadors estrangers
FairSquare, una organització britànica de drets humans, va difondre un informe basat en testimonis i fotografies que denunciava les condicions perilloses en què se trobaven els treballadors estrangers mentre preparacan el recinte de la COP28. Segons aquest, al setembre del 2023 una dotzena de treballadors estrangers d'Àsia i Àfrica van ser obligats a treballar a l'aire lliure amb temperatures que assolien els 42 °C, tot i que la llei emiratí prohibeix treballar a les hores més caloroses dels mesos d'estiu. Un portaveu de la COP28 va rebutjar les denúncies afirmant que no s'havia trobat cap evidència d'incompliment de la llei. També va assenyalar que els contractistes estaven obligats a seguir plans de seguretat tèrmica per als treballadors, que eran supervisats amb l'índex de temperatura del globus humit.

### Vigilància digital
Abans de la COP28, Amnistia Internacional va expressar la seva preocupació pel possible ús continuat de la vigilància digital pels Emirats Àrabs Units per espiar defensors dels drets humans i membres de la societat civil emiratí, inclosos els participants de la COP28. Rebecca White d'Amnistia Internacional, va manifestar la seva inquietud afirmant que els EAU tenen antecedents d'utilitzar la vigilància digital "com a arma per aixafar la dissidència i sufocar la llibertat d'expressió". També va afegir que les autoritats emiratíes no haurien de participar en actes de vigilància electrònica il·legals, instigant-les a respectar la privadesa dels participants a la Conferència i de tots els ciutadans i residents dels Emirats. Així mateix, va demanar que es permetés als participants de la COP28 descarregar aplicacions de comunicació internacional amb característiques de privadesa, com ara Signal, per garantir l'ús de mitjans de comunicació segurs i encriptats.
Amnistia Internacional també ha demanat a les autoritats internacionals presents que pressionin el govern emiratí per a l'alliberament d'Ahmed Mansoor, blogger i dissident que va ser detingut el 2017 després d'anys de ser sotmès a una estreta vigilància i pirateria continua.

## Ciutat amfitriona

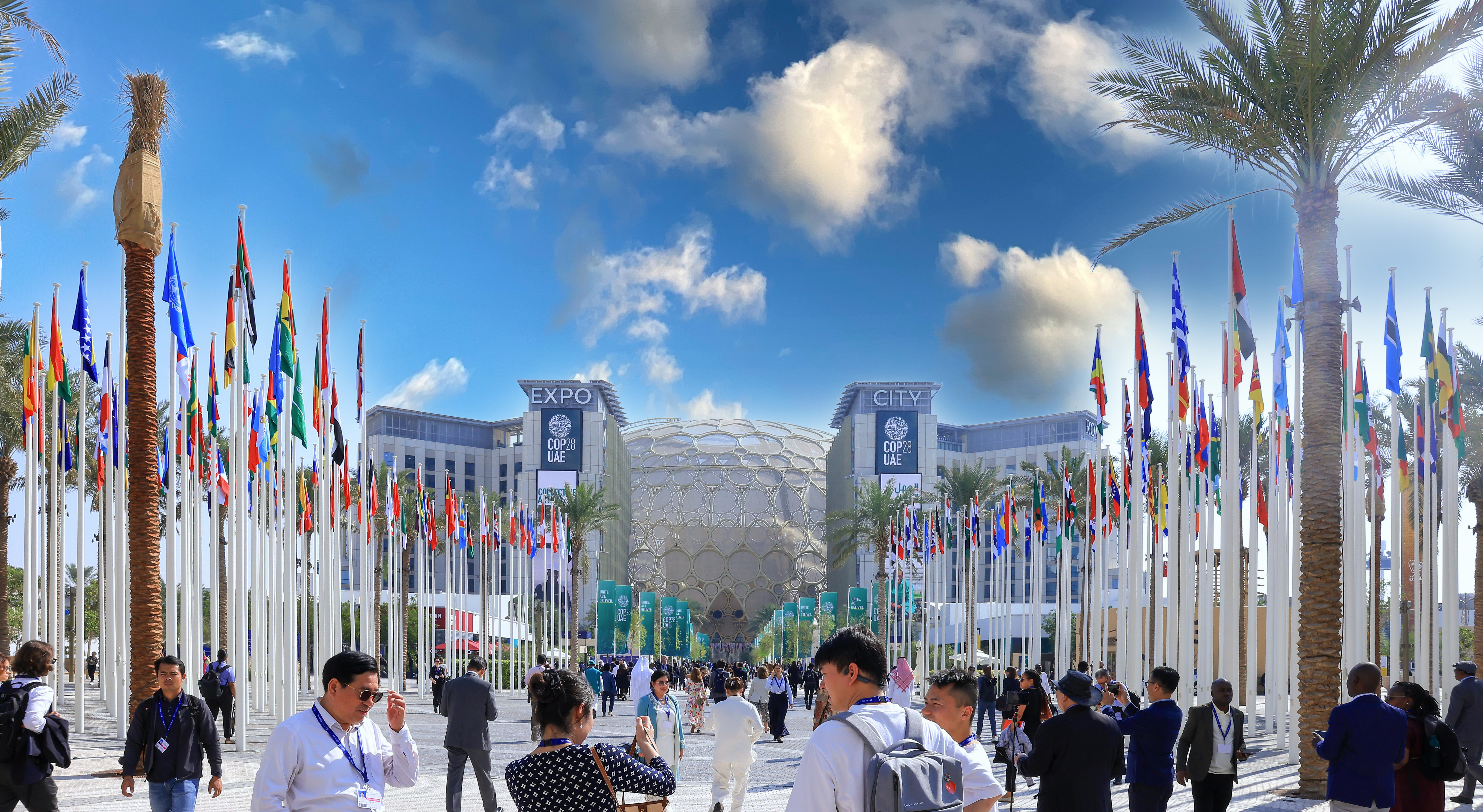
Entrada de l'Expo City

La conferència es va celebrar a l'Expo City Dubai, una zona de 438 hectàrees al sud de Dubai, que anteriorment va acollir l'Expo 2020.
Per assegurar que la COP28 sigui un esdeveniment sostenible i sense emissions de carboni, la seva presidència s'ha compromès a estabilit un sistema de gestió d'esdeveniments sostenible, certificat segons les normes internacionals ISO 20121:2012. A més, garanteix que l'esdeveniment serà zero carboni, complint amb la norma PAS 2060:2014.
L'espai de la Conferència es divideix en dues àrees: la zona blava i la zona verda:
- la zona blava,[34] més petita, és sota la gestió de la UNFCCC i està destinada exclusivament per a les delegacions de les parts, caps d'estat i de govern, observadors autoritzats i membres de la premsa acreditada;[35]
- la zona verda,[36] més gran, està a cárrec de la presidència emiratí de la COP. Aquesta zona és accesible al públic i alberga estands nacionals, així com esdeveniments col·laterals organitzats per associacions de joves, representatns de la societat civil, acadèmics i emprenedors.[37]

## Cap a la COP28

### Diàleg climàtic de Petersberg
Els dies 2 i 3 de maig de 2023 es va dur a terme a Berlín el 14è Diàleg Climàtic de Petersberg (PCD 14), amb la participació de ministres i representants d'alt nivell de 36 països. Els participants van destacar la importància que la COP28 enviï senyals forts sobre la direcció del viatge del sistema energètic mundial per donar suport a una transició pragmàtica, ben gestionada i rendible cap a emissions netes zero, així com per a una transició energètica justa. Es va posar èmfasi en la necessitat de superar els alts costos de capital que constitueixen un obstacle per a les inversions als països en desenvolupament. També es va subratllar la importància de reforçar la cooperació mundial i gestionar el carboni mitjançant iniciatives com la reforestació i solucions tecnològiques. Tots els participants van coincidir que una prioritat clau per a la COP28 seria arribar a un acord sobre l'adopció del Fons de Pèrdues i Danys.

### Conferència sobre el Canvi Climàtic de Bonn
Del 5 al 15 de juny de 2023 es va celebrar la Conferència sobre el Canvi Climàtic de Bonn, amb la participació de 4.486 delegats i periodistes de 186 països.
A la Conferència de Bonn, es van progressos en qüestions clau, com ara el pressupost global, el finançament del clima, les pèrdues i danys i l'adaptació al clima, cap a un text bàsic que es presentarà a la COP28. Tanmateix, no es va aconseguir un acord sobre quina organització hauria de ser l'amfitriona de la Xarxa de Santiago, establerta a la COP25 per a tractar les qüestions de pèrdues i danys associats als efectes negatius del canvi climàtic. Tampoc hi va haver conses sobre la reconeixença dels darrers informes de l'IPCC ni sobre la definició de "transició justa".

### Cimera per a un Nou Pacte Financer Mundial
La Cimera per a un Nou Pacte Financer Mundial es va celebrar a París del 22 al 23 de juny de 2023 i va aplegar uns 40 caps d'estat i de govern, més de 120 ONG i coalicions d'ONGs, més de 40 organitzacions internacionals i més de 70 socis privats i del tercer sector.
Els resultats de la cimera van ser:
- el compromís dels països del G20 de redistribuir l'equivalent a 100.000 milions en drets especials de gir;
- s'espera que el compromís de pagar 100.000 milions de dòlars als països en desenvolupament s'assoleixi el 2023, tres anys després de la data límit;
- la demana de un augment de la capacitat creditícia dels bancs multilaterals de desenvolupament en 200.000 milions de dòlars durant els propers deu anys;
- el compromís del Banc Mundial en els contractes de préstec d'introduir clàusules de suspensió d'amortització en cas de desastres naturals.

### Dècada Internacional de la Ciència per al Desenvolupament Sostenible
El 25 d'agost de 2023, la 96a sessió plenària de la 77a sessió de l'Assemblea General de les Nacions Unides va adoptar la resolució 77/326 que proclama la "Dècada Internacional de la Ciència per al Desenvolupament Sostenible" per al període 2024-2033. Aquesta iniciativa té com a objectiu augmentar la consciència sobre la importància de totes les ciències per al desenvolupament sostenible i fomentar un enfocament científic coordinat i col·laboratiu, proporcionant als responsables polítics anàlisis basades en evidències i dades necessàries per establir i implementar polítiques de manera eficaç, assegutant que cap persona quedi enrere.

### Setmanes Regionals del Clima
El 2023 es van celebrar quatre Setmanes Regionals del Clima, organitzades per la CMNUCC, en preparació de la COP28 i a conclusió del primer "inventari global":
- La Setmana Africana del Clima es va celebrar del 4 al 8 de setembre de 2023 a Nairobi (Kenya)[48] paral·lelament a la Cimera del Clima Africana.[49]
- La Setmana del Clima de l'Orient Mitjà i el nord d'Àfrica es va celebrar a Riad, Aràbia Saudita, del 8 al 12 d'octubre de 2023.[50]
- La Setmana del Clima d'Amèrica Llatina i el Carib (LACCW) es va celebrar a Panamà del 23 al 27 d'octubre de 2023.[51]
- La Setmana del Clima de l'Àsia-Pacífic es va celebrar a Johor Bahru (Malàisia) del 13 al 17 de novembre de 2023.[52]

### G20 de Nova Delhi 2023
La declaració final del G20 de 2023 (Nova Delhi, 9-10 de setembre) conté compromisos de triplicar, per al 2030, la producció d'energia renovable, esforços per reduir la generació d'electricitat a partir del carbó, i la racionalització dels subsidis "ineficaços" als combustibles fòssils. A més, es confirma l'objectiu d'1,5 °C, afirmant que això «requereix una reducció ràpida, forta i sostinguda de les emissions, igual al 43% d'aquí al 2030 respecte als nivells del 2019».

### Cimera sobre els Objectius de Desenvolupament Sostenible
La segona Cimera sobre els Objectius de Desenvolupament Sostenible es va celebrar els dies 18 i 19 de setembre de 2023 a la Seu de les Nacions Unides a Nova York. A la meitat de la implementació de l'Agenda 2030, la cimera va proporcionar orientació política d'alt nivell per iniciar una nova etapa cap als Objectius de Desenvolupament Sostenible. Amb aquesta finalitat, es va instar als Estats membres, al sistema de les Nacions Unides i a totes les parts interessades a presentar un "Pla de rescat per a les persones i el planeta", identificant una sèrie de mesures urgents.

### Cimera de l'Ambició Climàtica
El 20 de setembre de 2023 es va celebrar a la seu de les Nacions Unides a Nova York la primera Cimera de l'Ambició Climàtica, impulsada pel secretari general de les Nacions Unides António Guterres, qui, en el discurs d'obertura, va afirmar:
| « | La humanitat ha obert les portes. de l'infern. […] Si no canvia res anem cap a un augment de la temperatura de 2,8 °C, cap a un món perillós i inestable | » |

En preparació per a la cimera, es va presentar el "full de ruta per a un planeta habitable", dividit en quatre punts:
1. avançar la neutralitat climàtica al 2040 per als països desenvolupats i al 2050 per a les economies emergents;
2. preparar el pla actualitzat de contribucions determinades a nivell nacional que s'ha de presentar el 2025;
3. presentar plans de transició energètica per garantir la producció d'electricitat sense emissions, l'any 2035 per als països desenvolupats i el 2040 per a la resta de països;
4. accelerar la descarbonització de sectors amb altes emissions com ara el transport marítim, l'aviació, l'agricultura i la producció de acer, cimenti alumini.

### Fons verd per al clima
El 5 d'octubre de 2023 es va celebrar a Bonn la conferència d'alt nivell de donants del Fons verd per al clima i es va aprovar el segon refinançament (GCF-2) per al període de quatre anys 2024-2027.

### Banc Mundial i Fons Monetari Internacional
La Junta de Governadors del Banc Mundial i el Fons Monetari Internacional es van reunir a Marràqueix del 9 al 15 d'octubre de 2023. Un dels temes de les reunions va ser la reforma dels bancs multilaterals de desenvolupament.

### Youth4Climate
El 3r event Youth4Climate es va celebrar a Roma del 17 al 19 d'octubre de 2023 amb el títol Sparking Solutions ("Encenent solucions"). Promogut pel Ministeri italià de Medi Ambient i Seguretat Energètica i el Programa de les Nacions Unides per al Desenvolupament, va comptar amb la participació de 130 joves menors de 30 anys de 63 països. Durant l'acte s'han premiat 48 projectes en temes mediambientals dels més de 1.143 presentats.

### Pre-COP28
Els dies 30 i 31 d'octubre de 2023 es va dur a terme a Abu Dhabi, la capital dels EAU, la reunió prèvia a la COP28, l'últim compromís ministerial abans de la COP28. En aquesta trobada van participar 70 ministres i 100 delegacions de negociadors i líders climàtics amb l'objectiu de revisar el progrés en qüestions clau, com ara l'adaptació, la mitigació, la natura i el finançament pel clima.
Les converses es van centrar en la creació del Fons de Pèrdues i Danys per als països més pobres afectats pel canvi climàtic, en l'avaluació global per a l'aplicació de l'Acord de París in en el compromís encara pendent de pagar 100.000 milions de dòlars a països en desenvolupament.

### Comitè Transitori de Pèrdues i Danys
La cinquena reunió del Comitè de Transició sobre Pèrdues i Danys es va celebrar els dies 3 i 4 de novembre de 2023, i es va concloure amb una llista de recomanacions clares a la COP28 sobre l'establiment del Fons de Pèrdues i Danys, previst per la COP27 de 2022.

### Declaració de Sunnylands
Abans de la COP28 a Dubai, l'enviat especial dels EUA John Kerry i el seu homòleg xinès Xie Zhenhua es van reunir a Pequín del 16 al 19 de juliol de 2023, i a Sunnylands en Califòrnia, del 4 al 7 de novembre del mateix any. El 14 de novembre de 2023, els Estats Units i la Xina van publicar la Declaració de Sunnylands on els dos països reafirmen la cooperació contra el canvi climàtic i els compromisos en virtut de l'Acord de París de 2015 i el Pacte Climàtic de Glasgow de 2021.

### Conferència de la Joventut
La 18a Conferència de la Joventut (COY18) va tenir lloc a Dubai del 26 al 28 de novembre de 2023, prop de l'obertura de la COP28. Hi van participar 1.000 joves d'arreu del món, utilitzant aquest fòrum com a plataforma per advocar pel clima, desenvolupar capacitats i contribuir al desenvolupament de polítiques. Aquest tipus de reunions juvenils juguen un paper clau en la preparació del jover per participar activament en els debats i esdeveniments internacionals.

## Temes clau de la Conferència

### Pèrdues i danys
Iniciar l'activitat del Fons de Pèrdues i Danys que va ser aprovat a la COP27 a Sharm el-Sheikh per reparar els danys que pateixen els països més pobres a causa del canvi climàtic. Segons el infrome sobre el buit d'adaptació del UNEP, s'estima que els països en desenvolupament necessitaran entre 215 i 387 mil milions de dòlars anuals per abordar aquesta qüestió.

### Gasos amb efecte d'hivernacle
Segons les disposicions de l'article 14 de l'Acord de París, la COP28 tanca la tercera etapa del primer balanç global, és a dir, la primera avaluació del progrés mundial en la lluita contra el canvi climàtic. Aquesta avaluació es centra en l'anàlisi dels compromisos nacionals per reduir les emissions de gasos amb efecte d'invernacle, coneguts com a "aportacions determinades a nivell nacional".

### Ús de combustibles fòssils
Eliminar o reduir de manera progressiva la dependència dels combustibles fòssils (carbó, gas i petroli); triplicar la quota d'energia procedent de fonts renovables per a l'any 2030; i duplicar l'eficiència energètica per al mateix any.

## COP28 Dubai 2023
La Conferència de les Nacions Unides sobre el Canvi Climàtic de 2023 inclou la 28a Conferència de les Parts de la CMNUCC (COP28), la 18a Conferència de les Parts del Protocol de Kyoto (CMP18), la 5a Conferència de les Parts de l'Acord de París (CMA5), la 59a sessió de l'òrgan subsidiari del Consell de Ciència i Tecnologia (SBSTA59) i la 59a sessió de l'òrgan subsidiari d'implementació (SBI59).
Hi ha 97 372 participants inscrits per assistir presencialment a la COP28: caps d'estat i de govern, funcionaris del govern, representants d'empreses internacionals, representants del sector privat, acadèmics, experts, joves i professionals dels mitjans de comunicació.
L'1 de desembre, tota la delegació iraniana va abandonar la Conferència de Dubai com a forma de protesta contra la presència d'Israel, segons va anucniar el ministre d'Energia Ali Akbar Mehrabian, "ja que estava en conflicte amb els objectius i les directrius de la Conferència".

### Inici de la Conferència
El 30 de novembre va iniciar-se la Conferència amb el traspàs de la presidència de l'egipci Sameh Shoukry (COP27) al emiratí Sultan Ahmed al-Jaber.
En roda de premsa, el president de la COP28 al-Jaber va anunciar que s'havia aprovat el Fons per Pèrdues i Danys després d'un any de reunions. Va destacar que la rapidesa amb què el món es va unir per fer operatiu aquest fons no tenia precedents, i anuncia una contribució inicial dels Emirats de 100 milions de dòlars.
A continuació, Simon Stiell, secretari executiu de la Convenció Marc de les Nacions Unides sobre el Canvi Climàtic va prendre la paraula dient:
| « | Estem fent petits passos. […] Estem a la vora d'un precipici. […] Decidim finançar adequadament aquesta transició […] i decidim comprometre'ns amb un nou sistema energètic | » |

Jim Skea, recentment elegit president del Grup Intergovernamental sobre el Canvi Climàtic, va destacar el progrés en la reducció d'emissions i la baixada constant dels costos de les energies renovables.
Alguns estudis estimen que les pèrdues i danys als països en desenvolupament superen els 400.000 milions de dòlars anuals i s'espera que aquesta xifra augmenti. El pla del nou Fons de Pèrdues i Danys implica inicialment la creació d'un fons gestionat pel Banc Mundial amb la capacitat de desemborsar diners als països en desenvolupament i finançat per països desenvolupats, economies emergents i països productors de combustibles fòssils.

### Cimera de líders
Els dies 1 i 2 de desembre es va celebrar la Cimera Mundial d'Acció Climàtica, amb la presència de 134 líders. No hi van prendre part el president nord-americà Joe Biden, el president xinès Xi Jinping, el president rus Vladimir Putin, i el president iranià Ebrahim Raisi, aquest últim per a evitar reunir-se amb el president israelià Isaac Herzog. El papa Francesc, seguint el consell dels metges, no va viatjar a Dubai i va enviar un missatge de vídeo.
La cimera va ser inaugurada per Mohammed bin Zayed Al Nahyan, president dels Emirats Àrabs Units, que va anunciar la creació del fons climàtic ALTÉRRA amb una dotació de 30.000 milions de dòlars, dels quals 25 estan destinats a estratègies climàtiques i 5 per a inversions al Sud global. L'objectiu del fons és atraure 250.000 milions de dòlars en inversió a finals de la dècada.
António Guterres, secretari general de les Nacions Unides, va declarar:
| « | Estem a quilòmetres dels objectius de l'Acord de París i a pocs minuts de la mitjanit del límit d'1,5 °C. Però no és massa tard. Podem, tu pots, prevenir l'accident i l'incendi planetari. Tenim les tecnologies per evitar el pitjor caos climàtic si actuem ara | » |

Carles III del Regne Unit, que sempre ha mostrat sensibilitat per les qüestions ambientals va dir:
| « | Prego de tot cor perquè la COP28 constitueixi un altre punt d'inflexió fonamental cap a una autèntica acció transformadora en un moment en què, com ja fa temps que adverteixen els científics, ja estem assistint a punts d'inflexió alarmants | » |

El president brasiler Lula da Silva, país que acollirà la COP30 el 2025, va afirmar que Brasil ha reduït dràsticament la desforestació a l'Amazònia, i té com a objectiu de deixar-la a zero abans del 2030. També va proposar la creació d'un fons que recompensi els països que redueixen la desforestació i ofereixi incentius als residents forestals per evitar pràctiques destructives com la tala, la ramaderia i la mineria.
El rei Tupou VI de Tonga ha advertit que els impactes d'ample abast del canvi climàtic i els desastres estan desplaçant més de 50,000 persones al Pacífic cada any a causa d'esdeveniments relacionats amb el clima i els desastres, afectant la seguretat humana i la mobilitat.
William Ruto, president de Kenya i del Comitè de caps d'estat i govern africans sobre el canvi climàtic (CAHOSCC), ha instat a la creació d'un nou pacte de finançament global que garanteixi que cap país es vegi forçat a triar entre les seves aspiracions de desenvolupament i les mesures necessàries per abordar el canvi climàtic. A més, va afirmar que l'amenaça que suposa el canvi climàtic està devastant tots els països, independentment de la seva mida o riquesa.
La presidenta de la Comissió Europea Ursula von der Leyen, va destacar en el seu discurs que l'establiment el preu del carboni és l'element central del Pacte Verd Europeu, que els contaminants han de fer front a un cost, i que si no desitgen assumir aquesta despesa han de fomentar la innovació i invertir en tecnologies que siguin respectuoses amb el medi ambient. També va declarar:
| « | Des del 2005, el sistema de comerç de drets d'emissió de la Unió Europea ha reduït les emissions als sectors afectats en més d'un 37% i els seus ingressos han ascendit a més de 175.000 milions d'euros | » |

El president colombià Gustavo Petro va anunciar que Colòmbia es sumará a la Iniciativa del Tractat de No Proliferació de Combustibles Fòssils, el desè país que adhereix però només el segon entre els productors de combustibles fòssils. Va afirmar:
| « | No és un suïcidi econòmic. Estem evitant l'omnicidi del món, del planeta Terra. No hi ha una altra fórmula, no hi ha cap altre camí. Tota la resta és una il·lusió | » |

Estats Units, República Txeca, Xipre, República Dominicana, Islàndia, Kosovo i Noruega s'han unit a l'Aliança Powering Past Coal qui té l'objectiu d'eliminar gradualment el carbó. John Kerry, enviat especial dels Estats Units per al clima, va expressar:
| « | Treballarem per accelerar l'eliminació gradual del carbó a tot el món, construint economies més solides i comunitats més resilients. El primer pas és deixar d'empitjorar el problema, posant fi a la construcció de noves centrals de carbó | » |

Paral·lelament, França i altres països i organitzacions que ja formaven part d'aquesta aliança van llançar l'Accelerador de la Transició del Carbó, amb l'objectiu de compartir coneixements, dissenyar noves polítiques i desbloquejar noves fonts de finançament públics i privats per facilitar una transició justa del carbó cap a l'energia neta.
La presidenta del Consell de Ministres italià Giorgia Meloni va anunciar que Itàlia es compromet a pagar 100 milions d'euros al Fons per Pèrdues i Danys i que el Fons italià per al Clima, de 4.000 milions d'euros, destinarà el 70% a Àfrica. Meloni va afirmar que Itàlia. està fent la seva part en el procés de descarbonització i va subratllar la importància d'ancoseguir "una sostenibilitat ambiental que no comprometi l'àmbit econòmic i social, una transició ecològica no ideològica".

### Salut
El 3 de desembre va estar dedicat a "salut, socors, recuperació i pau". És la primera vegada que una COP aborda la qüestió de la salut. Durant aquest dia, es van tractar cinc temes clau:
1. destacar evidències clares que mostren la relació directa entre el canvi climàtic i la salut humana;
2. promoure "arguments de salut per a l'acció climàtica" i els beneficis que les mesures de mitigació poden tenir per a la salut humana;
3. destacar les necessitats, les barreres i les millors pràctiques per reforçar la resiliència climàtica dels sistemes de salut;
4. identificar i escalar les mesures d'adaptació per abordar els impactes del canvi climàtic en la salut humana, fins i tot mitjançant el concepte deuna sola salut;
5. actuar sobre l'intersecció entre salut i benestar, recuperació i pau.

Uns dies abans de l'obertura de la COP28, la revista The Lancet va publicar l'informe "Countdown on Health and Climate Change", on destaca que l'augment de les temperatures contribueix a la propagació de malalties infeccioses, en la pèrdua de vides i a la inseguretat alimentària.Entre els grups més vulnerables a les temperatures extremes es troben les persones majors de 65 anys. Segons l'informe, durant el període 2017-2022 a l'Àfrica es va registrar un augment del 11% en la mortalitat de persones majors de 65 anys a causa de les temperatures extremes en comparació amb el període 2000-2005. En mateix període l'increment a Europa va ser del 8,8%, i a Amèrica del Sud i Centredel 7%.L'escalfament global està contribuint a l'expansió de malalties infeccioses cap a noves regions. Algunes estimacions científiques suggereixen que gairebé el 10% de la superfície terrestre global que abans era massa seca o freda s'ha tornat apta per a la transmissió de la malària entre el 2013 i el 2022 en comparació amb el període.A mesura que el planeta s'escalfa, un nombre cada vegada major de persones es veu afectat per la pèrdua d'accés a aliments segurs i nutritius. Les altes temperatures i les sequeres estan devastant els cultius, mentre els fenòmens meteorològics extrems impedeixen que la gent treballi a l'aire lliure, provocant la pèrdua d'ingressos i la falta d'aliments suficients.